# Zetting
Zetting [zɛtɛ̃] est une commune française située dans le département de la Moselle, et le bassin de vie de la Moselle-Est, en Lorraine, en région administrative Grand Est depuis 2016.
Le sobriquet des habitants est Zettinger Mollé (les taureaux de Zetting).

## Géographie

### Localisation
La commune est à 5,4 km de Wittring, 7,3 de Sarreguemines et 16,8 de Sarralbe.

### Géologie et relief
Hydrogéologie et climatologie : Système d’information pour la gestion des eaux souterraines du bassin Rhin-Meuse :
Territoire communal : Occupation du sol (Corinne Land Cover); Cours d'eau (BD Carthage),
Géologie : Carte géologique; Coupes géologiques et techniques,
 Hydrogéologie : Masses d'eau souterraine; BD Lisa; Cartes piézométriques.

### Sismicité
Commune située dans une zone 1 de sismicité très faible.

### Climat
Pour des articles plus généraux, voir Climat du Grand Est et Climat de la Moselle.
En 2010, le climat de la commune est de type climat des marges montargnardes, selon une étude du Centre national de la recherche scientifique s'appuyant sur une série de données couvrant la période 1971-2000. En 2020, Météo-France publie une typologie des climats de la France métropolitaine dans laquelle la commune est exposée à un climat semi-continental et est dans la région climatique Vosges, caractérisée par une pluviométrie très élevée (1 500 à 2 000 mm/an) en toutes saisons et un hiver rude (moins de 1 °C). 
Pour la période 1971-2000, la température annuelle moyenne est de 10 °C, avec une amplitude thermique annuelle de 17 °C. Le cumul annuel moyen de précipitations est de 916 mm, avec 12,9 jours de précipitations en janvier et 9,3 jours en juillet. Pour la période 1991-2020, la température moyenne annuelle observée sur la station météorologique de Météo-France la plus proche, « Volmunster », sur la commune de Volmunster à 17 km à vol d'oiseau, est de 10,2 °C et le cumul annuel moyen de précipitations est de 760,1 mm. 
La température maximale relevée sur cette station est de 37,6 °C, atteinte le 25 juillet 2019 ; la température minimale est de −18,6 °C, atteinte le 24 décembre 2001,,. 
Les paramètres climatiques de la commune ont été estimés pour le milieu du siècle (2041-2070) selon différents scénarios d'émission de gaz à effet de serre à partir des nouvelles projections climatiques de référence DRIAS-2020. Ils sont consultables sur un site dédié publié par Météo-France en novembre 2022.

### Voies de communications et transports

#### Voies routières
- Autoroute A4, aussi appelée autoroute de l’Est : Échangeurs Sarreguemines, Puttelange, Sarre-Union.
- Autoroute A32.

#### Transports en commun
- Fluo Grand Est.

#### Lignes SNCF
- Gare de Sarreinsming,
- Gare de Wittring,
- Gare de Rémelfing,

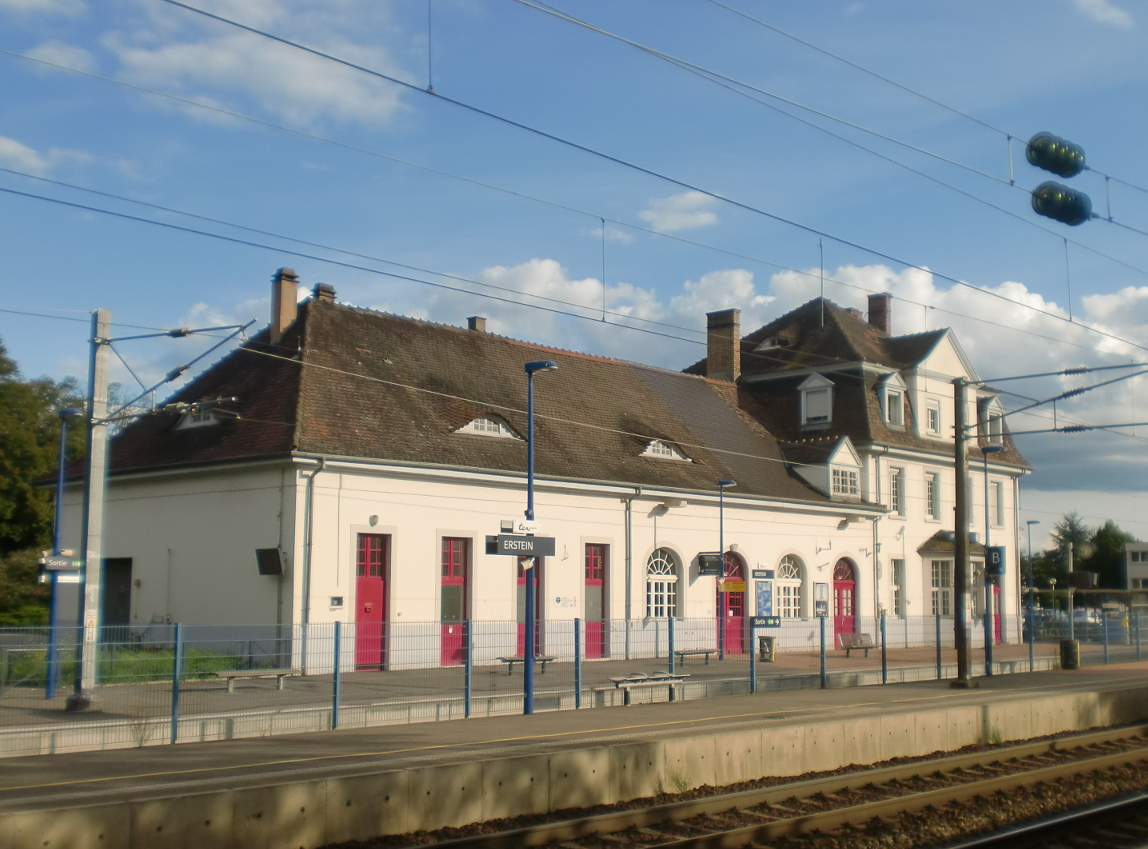
Gare d'Erstein.

- Gare de Wœlfling-lès-Sarreguemines,
- Gare de Kalhausen.

### Communes limitrophes
|                    | Sarreinsming |            |
| Neufgrange         | Zetting      | Wiesviller |
| Siltzheim Bas-Rhin | Wittring     |            |

### Écarts et lieux-dits
- Dieding

### Hydrographie et les eaux souterraines
La commune est située dans le bassin versant du Rhin au sein du bassin Rhin-Meuse. Elle est drainée par la Sarre, le canal des houillères de la Sarre et le ruisseau le Schwarzbach.
La Sarre, d'une longueur totale de 129,2 km, est un affluent de la Moselle et donc un sous-affluent du Rhin, qui coule en Lorraine, en Alsace bossue et dans les Länder allemands de la Sarre (Saarland) et de Rhénanie-Palatinat (Rheinland-Pfalz).
Le canal des houillères de la Sarre, d'une longueur totale de 65,1 km, connecte la Sarre au canal de la Marne au Rhin en reliant respectivement Sarreguemines à l'étang de Gondrexange après avoir traversé 24 communes.

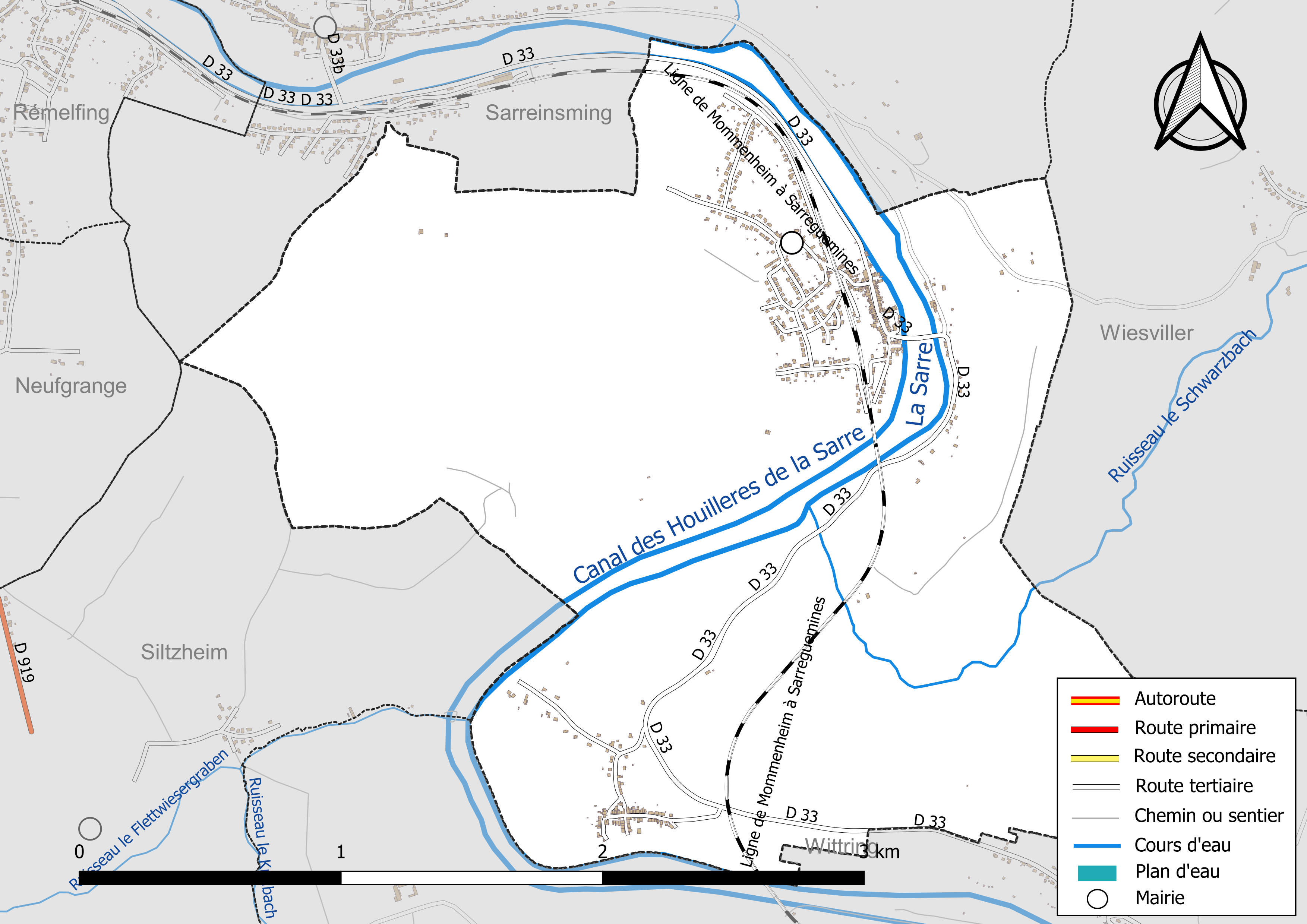
Réseaux hydrographique et routier de Zetting.

## Urbanisme

### Typologie
Au 1er janvier 2024, Zetting est catégorisée bourg rural, selon la nouvelle grille communale de densité à sept niveaux définie par l'Insee en 2022.
Elle est située hors unité urbaine. Par ailleurs la commune fait partie de l'aire d'attraction de Sarreguemines (partie française), dont elle est une commune de la couronne,. Cette aire, qui regroupe 48 communes, est catégorisée dans les aires de 50 000 à moins de 200 000 habitants,.

### Occupation des sols
L'occupation des sols de la commune, telle qu'elle ressort de la base de données européenne d’occupation biophysique des sols Corine Land Cover (CLC), est marquée par l'importance des territoires agricoles (69,1 % en 2018), en diminution par rapport à 1990 (71,2 %). La répartition détaillée en 2018 est la suivante : 
prairies (33,4 %), zones agricoles hétérogènes (30 %), forêts (22,6 %), zones urbanisées (8,3 %), terres arables (5,7 %). L'évolution de l’occupation des sols de la commune et de ses infrastructures peut être observée sur les différentes représentations cartographiques du territoire : la carte de Cassini (XVIIIe siècle), la carte d'état-major (1820-1866) et les cartes ou photos aériennes de l'IGN pour la période actuelle (1950 à aujourd'hui).

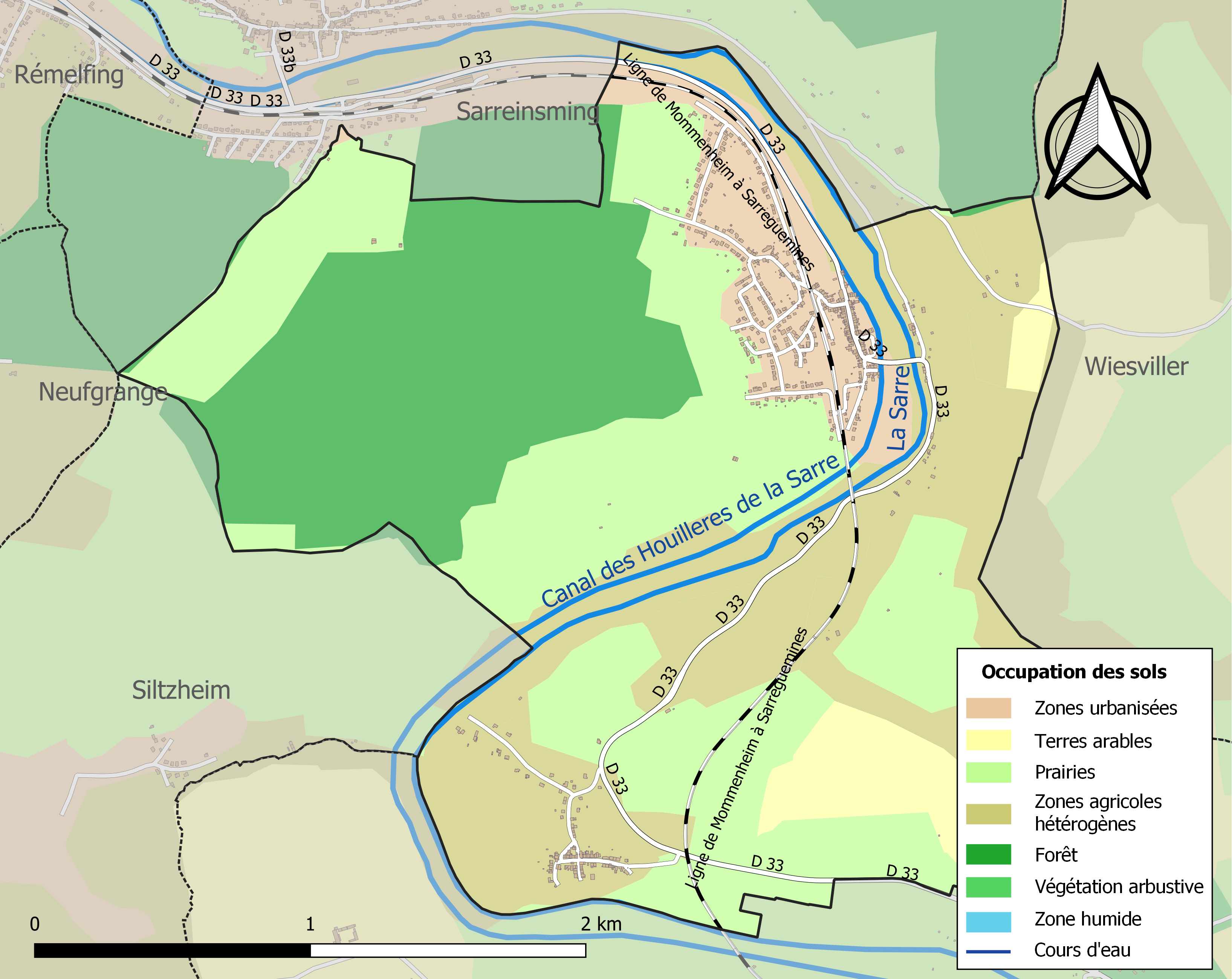
Carte des infrastructures et de l'occupation des sols de la commune en 2018 (CLC).

## Toponymie
- Zetting : Zödingen (1440), Zettingen (1606), Seding (carte Cassini). En francique lorrain : Settinge[17], en allemand : Settingen[18].
- Dieding : Didingen (1393), Düdingen (1445), Diedyngen[19] (1525), Diding (carte Cassini). En francique lorrain : Didinge[17], en allemand : Diedingen[18].

## Histoire laïque
- Avant 1793: Dépendance du Saint-Empire romain germanique (cercle impérial du Haut-Rhin : comté de Nassau-Sarrebruck au XVIe siècle, comté princier (ou principauté) de Nassau-Sarrebruck au XVIIIe siècle)
- 13 mai 1793 : Le prince de Nassau-Sarrebruck s'enfuit de Sarrebruck avec sa famille, en direction d'Aschaffenbourg (située aujourd'hui en Bavière), laissant le champ libre aux troupes révolutionnaires françaises d'envahir sa principauté.
- 1797 : Annexion de facto à la France, par la convention additionnelle et secrète du traité de Campo-Formio du 17 octobre 1797 (26 vendémiaire an 6), et de jure par le traité de Lunéville du 9 février 1801 (20 pluviôse an 9)
- 23 janvier 1798 : Création du département de la Sarre, par arrêté du 23 janvier 1798 (4 pluviôse an 6) du Commissaire du Gouvernement des territoires sur la rive gauche du Rhin (François Joseph RUDLER). 31 cantons sont initialement crées : les villages de Zetting et Dieding sont rattachés au canton de Sarrebruck.

- 1798-1807 : département de la Sarre, arrondissement de Sarrebruck, canton de Sarrebruck
- 1807-1813 : département de la Sarre, arrondissement de Sarrebruck, canton de Arneval
- À partir de 1813 : Réunion par décret impérial du 5 avril 1813 au département de la Moselle, arrondissement de Sarreguemines, canton de Sarreguemines
- 1871 : Cession à l'Empire allemand par le Traité de Francfort
- 1918 : Rétrocession à la France par l'Armistice de 1918 (voir aussi le traité de Versailles de 1919)
- 1940 : Annexion de facto par le Troisième Reich
- Depuis 1945 : Réintégration à la France par l'Armistice de 1945 (voir aussi le traité de Paris de 1947)

## Histoire religieuse
- Ancien domaine spirituel de l'abbaye de Tholey.
- 1576 : Devient paroisse protestante
- 1684 : Redevient paroisse catholique
- 1764 : La paroisse de Zetting devient succursale, avec construction d'un presbytère et établissement d'un administrateur de résidence (Louis Bayer, frère ermite de l’ordre de Saint-Augustin)
- Jusqu'en 1801 : Rattachement au diocèse de Metz (archidiaconé de Sarrebourg, archiprêtré de Saint-Arnual)
- À partir de 1802 : Rattachement des paroisses de Zetting et Dieding à l'archevêché de Trèves, par le Concordat du 15 juillet 1801 (26 messidor an 9). Officialisé par le Saint-Siège avec la Bulle pontificale Qui Christi Domini du 27 août 1801 (18 des calendes de septembre de l'an 1801) et par la France avec la loi du 8 avril 1802 (18 germinal an 10) et l'arrêté du 19 avril 1802 (29 germinal an 10)
- Depuis 1822 : Rattachement des paroisses de Zetting et Dieding au diocèse de Metz (archiprêtré de Sarreguemines), officialisé par le Saint-Siège avec la Bulle pontificale Paternae caritatis du 6 octobre 1822 (la veille des nones d'octobre de l'an 1822) et par la France avec la loi du 31 octobre 1822
- 1830 : La paroisse de Dieding devient chapelle vicariale
- 1868 : La paroisse de Dieding devient succursale, par décret impérial du 4 avril 1868

## Politique et administration

### Liste des maires
| Période                                  | Période  | Identité              | Étiquette | Qualité |
| ---------------------------------------- | -------- | --------------------- | --------- | ------- |
| Les données manquantes sont à compléter. |          |                       |           |         |
| 1977                                     | 1995     | Gaston Klam           |           |         |
| 1995                                     | 2014     | Jean-Marie Meyer      |           |         |
| 2014                                     | En cours | Bernard Fouilhac-Gary |           |         |

### Tendances politiques et résultats
Le résultat de l'élection présidentielle de 2012 dans cette commune est le suivant :
| Candidat       | Candidat                    | Premier tour | Premier tour | Second tour | Second tour |
| Candidat       | Candidat                    | Voix         | %            | Voix        | %           |
| -------------- | --------------------------- | ------------ | ------------ | ----------- | ----------- |
|                | Eva Joly (EÉLV)             | 19           | 3,33         |             |             |
|                | Marine Le Pen (FN)          | 154          | 26,97        |             |             |
|                | Nicolas Sarkozy (UMP)       | 141          | 24,69        | 274         | 52,29       |
|                | Jean-Luc Mélenchon (FG)     | 40           | 7,01         |             |             |
|                | Philippe Poutou (NPA)       | 7            | 1,23         |             |             |
|                | Nathalie Arthaud (LO)       | 5            | 0,88         |             |             |
|                | Jacques Cheminade (SP)      | 1            | 0,18         |             |             |
|                | François Bayrou (MoDem)     | 69           | 12,08        |             |             |
|                | Nicolas Dupont-Aignan (DLR) | 12           | 2,10         |             |             |
|                | François Hollande (PS)      | 123          | 21,54        | 250         | 47,71       |
|                |                             |              |              |             |             |
| Inscrits       | Inscrits                    | 687          | 100,00       | 687         | 100,00      |
| Abstentions    | Abstentions                 | 104          | 15,14        | 116         | 16,89       |
| Votants        | Votants                     | 583          | 84,86        | 571         | 83,11       |
| Blancs et nuls | Blancs et nuls              | 12           | 2,06         | 47          | 8,23        |
| Exprimés       | Exprimés                    | 571          | 97,94        | 524         | 91,77       |

Le résultat de l'élection présidentielle de 2017 dans cette commune est le suivant :
| Candidat    | Candidat                    | Premier tour | Premier tour | Deuxième tour | Deuxième tour |  |
| Candidat    | Candidat                    | %            | Voix         | %             | Voix          |  |
| ----------- | --------------------------- | ------------ | ------------ | ------------- | ------------- |  |
|             | Nicolas Dupont-Aignan (DLF) | 8,14         | 46           |               |               |  |
|             | Marine Le Pen (FN)          | 28,50        | 161          | 44,95         | 209           |  |
|             | Emmanuel Macron (EM)        | 19,12        | 108          | 55,05         | 256           |  |
|             | Benoît Hamon (PS)           | 4,60         | 26           |               |               |  |
|             | Nathalie Arthaud (LO)       | 1,06         | 6            |               |               |  |
|             | Philippe Poutou (NPA)       | 1,95         | 11           |               |               |  |
|             | Jacques Cheminade (SP)      | 0,00         | 0            |               |               |  |
|             | Jean Lassalle (RES)         | 1,42         | 8            |               |               |  |
|             | Jean-Luc Mélenchon (LFI)    | 16,99        | 96           |               |               |  |
|             | François Asselineau (UPR)   | 0,00         | 0            |               |               |  |
|             | François Fillon (LR)        | 18,23        | 103          |               |               |  |
|             |                             |              |              |               |               |  |
| Inscrits    | Inscrits                    | 676          | 100,00       | 676           | 100,00        |  |
| Abstentions | Abstentions                 | 98           | 14,50        | 135           | 19,97         |  |
| Votants     | Votants                     | 578          | 85,50        | 541           | 80,03         |  |
| Blancs      | Blancs                      | 13           | 2,25         | 60            | 11,09         |  |
| Nuls        | Nuls                        | 0            | 0,00         | 16            | 2,96          |  |
| Exprimés    | Exprimés                    | 565          | 97,75        | 465           | 85,95         |  |

## Population et société

### Démographie

#### Évolution démographique
L'évolution du nombre d'habitants est connue à travers les recensements de la population effectués dans la commune depuis 1806. Pour les communes de moins de 10 000 habitants, une enquête de recensement portant sur toute la population est réalisée tous les cinq ans, les populations de référence des années intermédiaires étant quant à elles estimées par interpolation ou extrapolation. Pour la commune, le premier recensement exhaustif entrant dans le cadre du nouveau dispositif a été réalisé en 2005.

En 2022, la commune comptait 856 habitants, en évolution de +2,76 % par rapport à 2016 (Moselle : +0,52 %, France hors Mayotte : +2,11 %).
| 1806 | 1821 | 1836 | 1841 | 1861 | 1866 | 1871 | 1875 | 1880 |
| ---- | ---- | ---- | ---- | ---- | ---- | ---- | ---- | ---- |
| 539  | 548  | 563  | 600  | 620  | 687  | 679  | 698  | 712  |

| 1885 | 1890 | 1895 | 1900 | 1905 | 1910 | 1921 | 1926 | 1931 |
| ---- | ---- | ---- | ---- | ---- | ---- | ---- | ---- | ---- |
| 683  | 672  | 740  | 734  | 733  | 723  | 699  | 675  | 700  |

| 1936 | 1946 | 1954 | 1962 | 1968 | 1975 | 1982 | 1990 | 1999 |
| ---- | ---- | ---- | ---- | ---- | ---- | ---- | ---- | ---- |
| 725  | 748  | 744  | 836  | 859  | 865  | 839  | 849  | 864  |

| 2005 | 2006 | 2010 | 2015 | 2020 | 2022 | - | - | - |
| ---- | ---- | ---- | ---- | ---- | ---- | - | - | - |
| 793  | 774  | 845  | 837  | 854  | 856  | - | - | - |

### Enseignement
Établissements d'enseignements :
- Écoles maternelle et primaire sur la commune.
- Collèges à Sarreguemines, Grosbliederstroff.
- Lycées à Sarreguemines.

### Santé
Professionnels et établissements de santé :
- Médecins à Sarreinsming, Wiesviller, Wittring, Rémelfing,
- Pharmacies à Rémelfing, Achen, Sarreguemines
- Hôpitaux à Sarreguemines.

### Cultes
- Culte catholique, Communauté de Paroisses Notre-Dame du Val de Sarre[28], Diocèse de Metz., bibliothèque municipale de Zetting.

## Culture locale et patrimoine

### Lieux et monuments
- Vestiges gallo-romains : fragments de stèle.
- Arbre remarquable, marronnier d'Inde[29],[30].

#### Édifices religieux

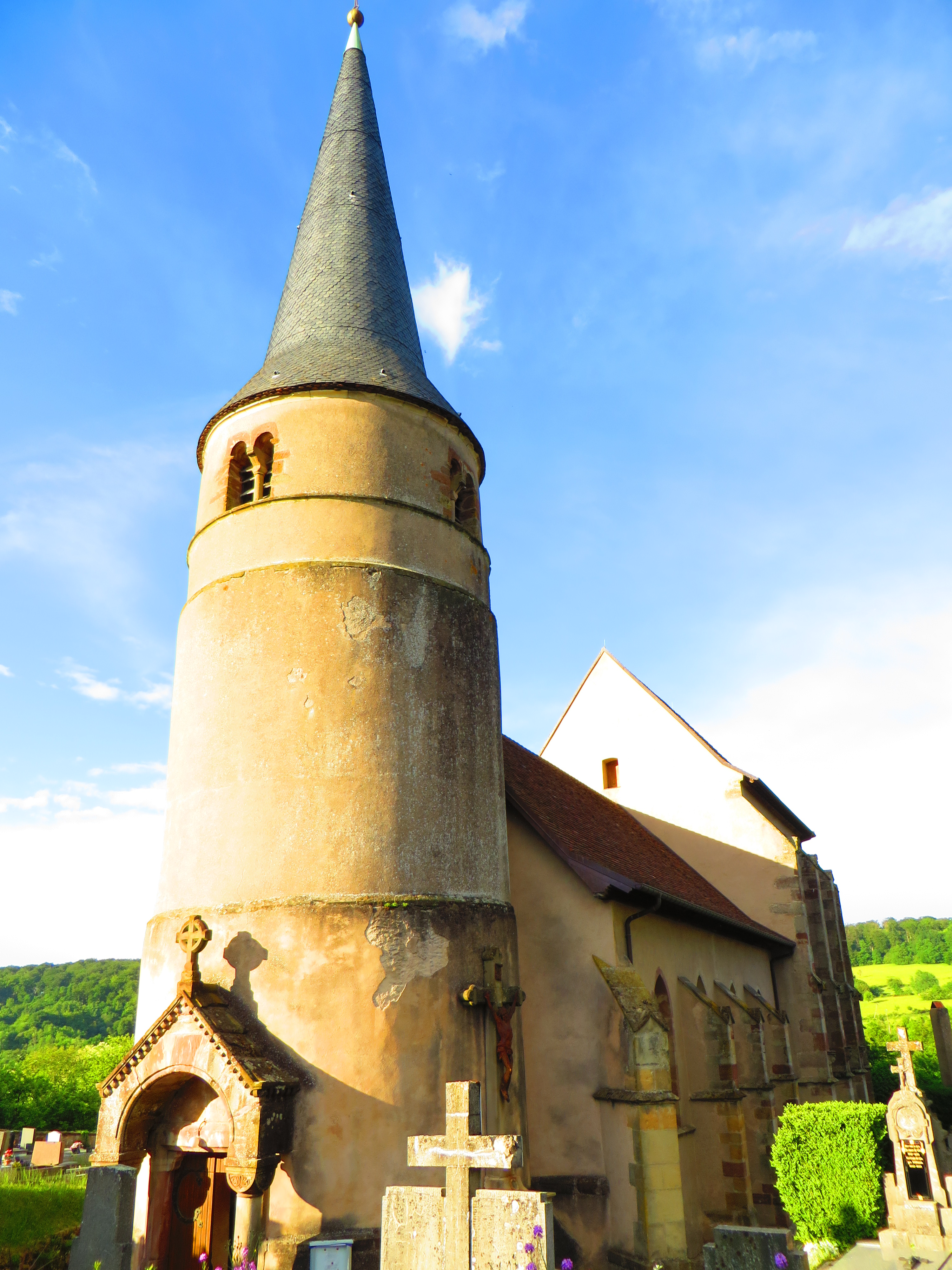
Église Saint-Marcel.
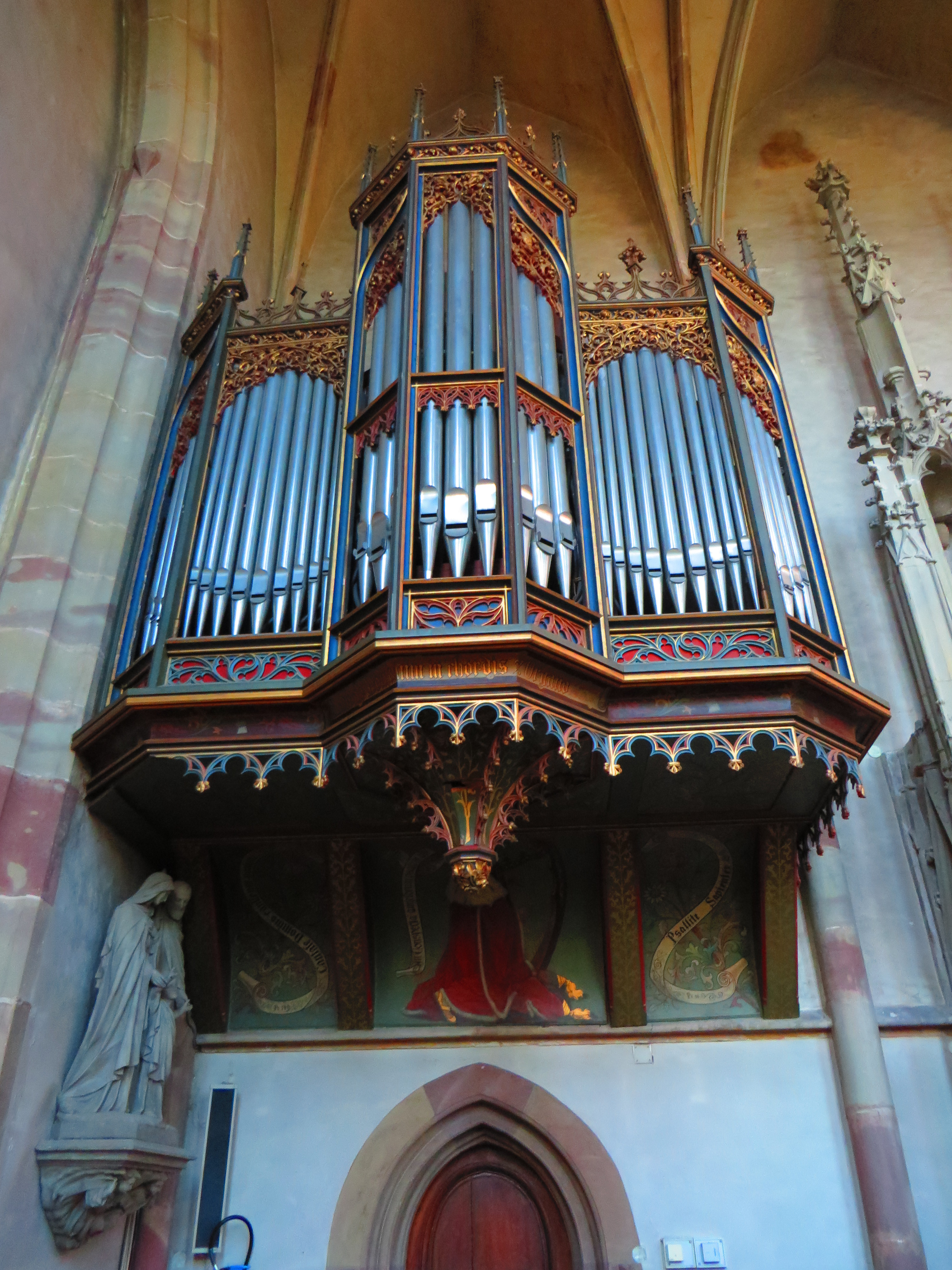
Église Saint-Marcel l'orgue.
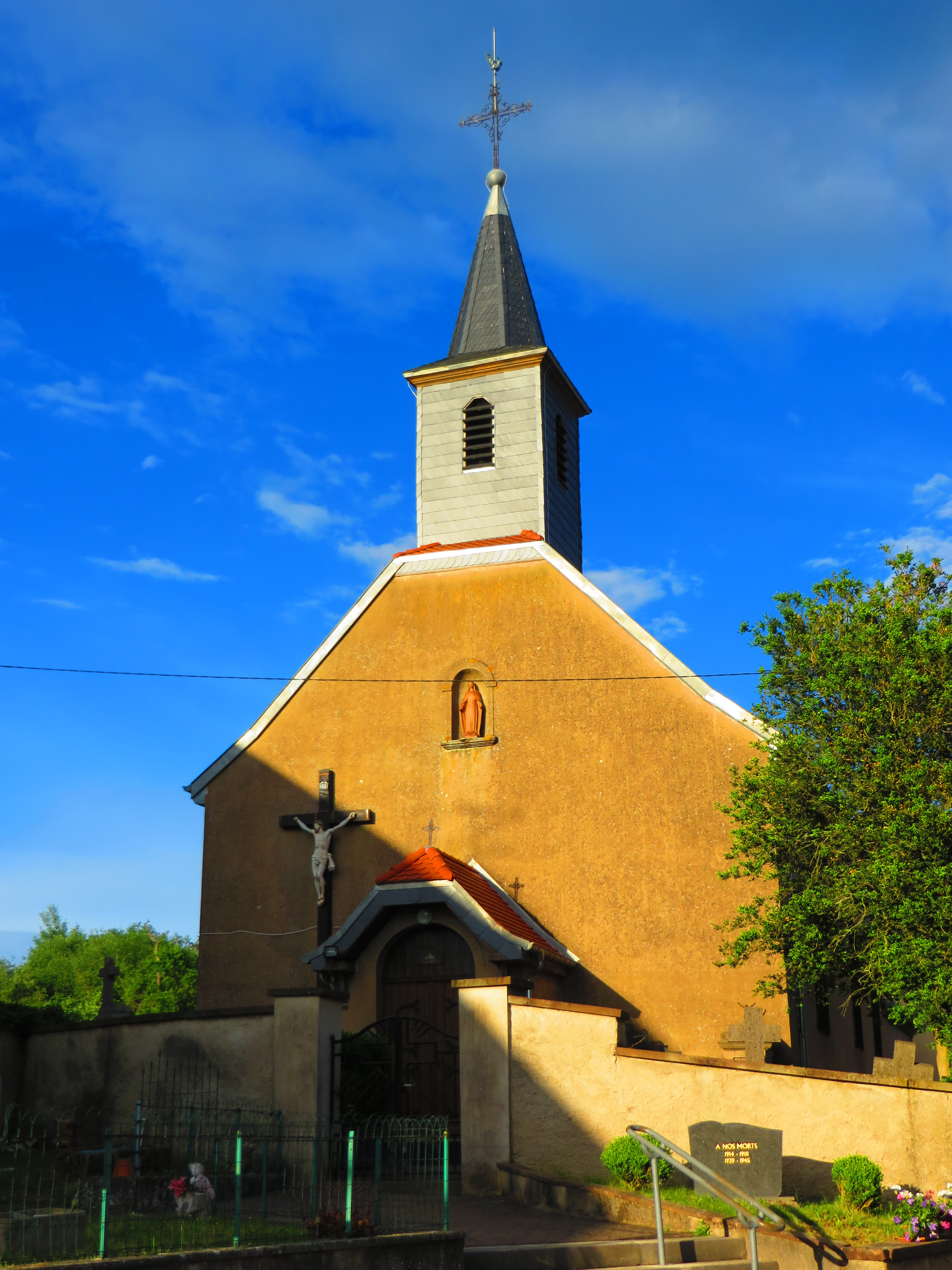
Église Sainte-Trinité de Dieding.
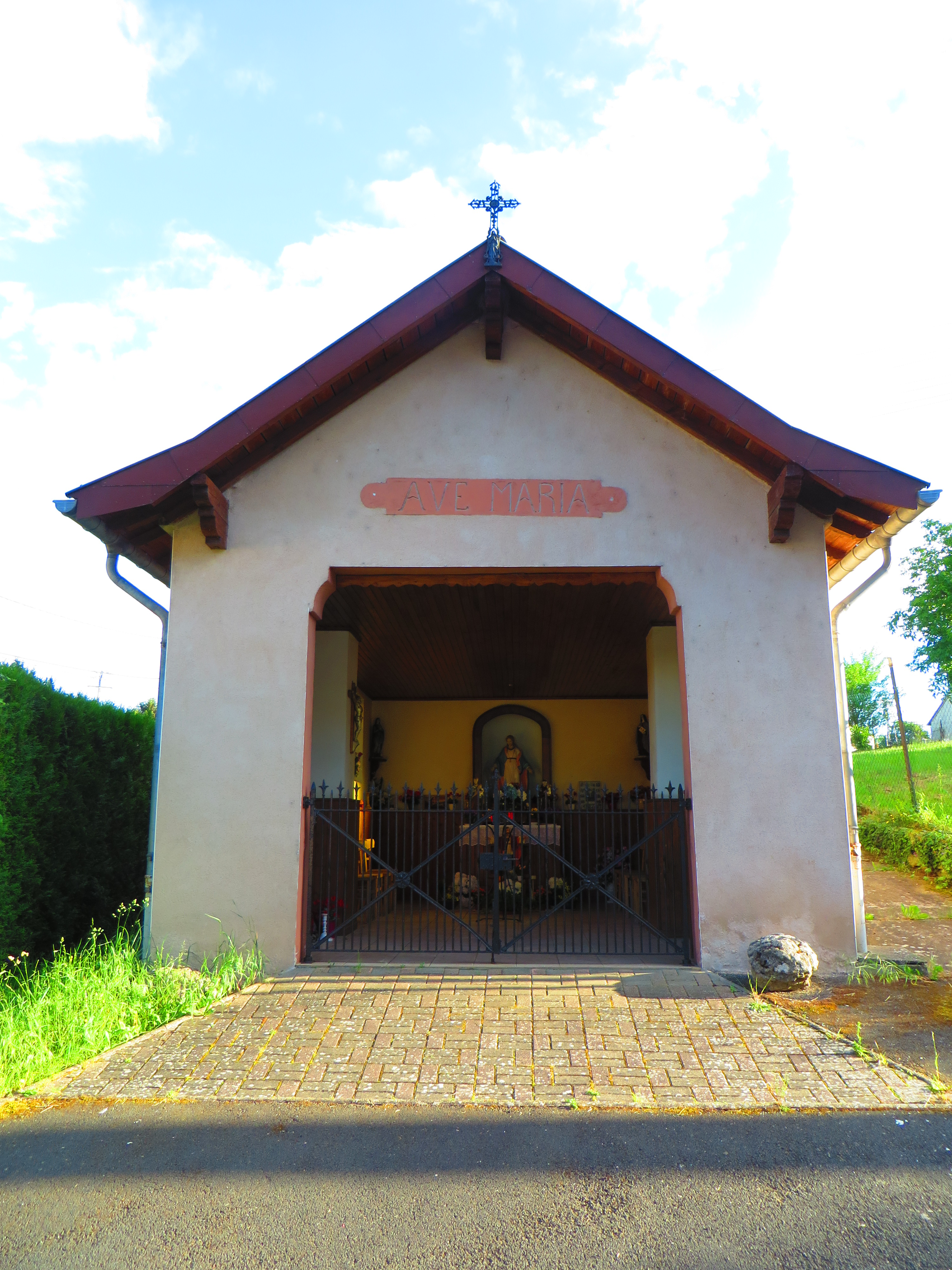
Chapelle Notre-Dame.

- Église Saint-Marcel de Zetting[31] : clocher roman rond XIIe siècle[32], nef et bas-côtés XIVe siècle, porche voûté d'ogives, chœur XVe siècle, sacristie à deux étages voûtés XVe siècle, murs couverts de boiseries ;

Buffet d'orgue Renaissance,
Niche avec Saint-Sépulcre XIVe siècle,
vitraux XVe siècle,,,,
Armoire eucharistique XVe siècle,
Autel XVIIIe siècle.
Statue Vierge à l'Enfant, classée au titre objet le 18 septembre 1968. Œuvre volée entre le 12 et le 13 octobre 1972.
Groupe sculpté : la Mise au tombeau, inscrit au titre objet le 18 septembre 1968.
- Chapelle Notre-Dame[41].
- Église de la Sainte-Trinité à Dieding[42].
- Monument aux morts[43].

### Personnalités liées à la commune
- L'abbé Ferdinand Contellé ou Contelet[44].
- L'abbé Bartholomé Barth[45].
- Peter Misler[46].
- Famille Klein-Thiel[47].

## Héraldique
| Blason de Zetting | Blason  | D'argent au crampon d'azur, accompagné en chef de deux corneilles de sable. |
| Blason de Zetting | Détails | Le statut officiel du blason reste à déterminer.                            |